# Olari (Prahova)
Olari è un comune della Romania di 2129 abitanti, ubicato nel distretto di Prahova, nella regione storica della Muntenia. 
Il comune è formato dall'unione di 3 villaggi: Fânari, Olari, Olarii Vechi.
Olari è divenuto comune autonomo nel 2004, staccandosi dal comune di Gherghița.